# Коцоев, Тимур Аланович
Тимур Аланович Коцоев (род. 4 августа 1991) — российский борец вольного стиля, в составе сборной России принимал участие на Кубке мира.

## Карьера
В октябре 2014 года в Хасавюрте стал бронзовым призёром Межконтинентального Кубка. В январе 2015 года завоевал бронзовую медаль на Гран-При Ивана Ярыгина в Красноярске. В апреле 2015 года вошёл в состав сборной России на Кубке мира в американском Лос-Анжелесе, где занял 4 место.

## Спортивные результаты
- Межконтинентальный Кубок 2014 — ;
- Гран-При Ивана Ярыгина 2015 — ;
- Кубок мира по борьбе 2015 (команда) — 4;